# Flatidae
Famille

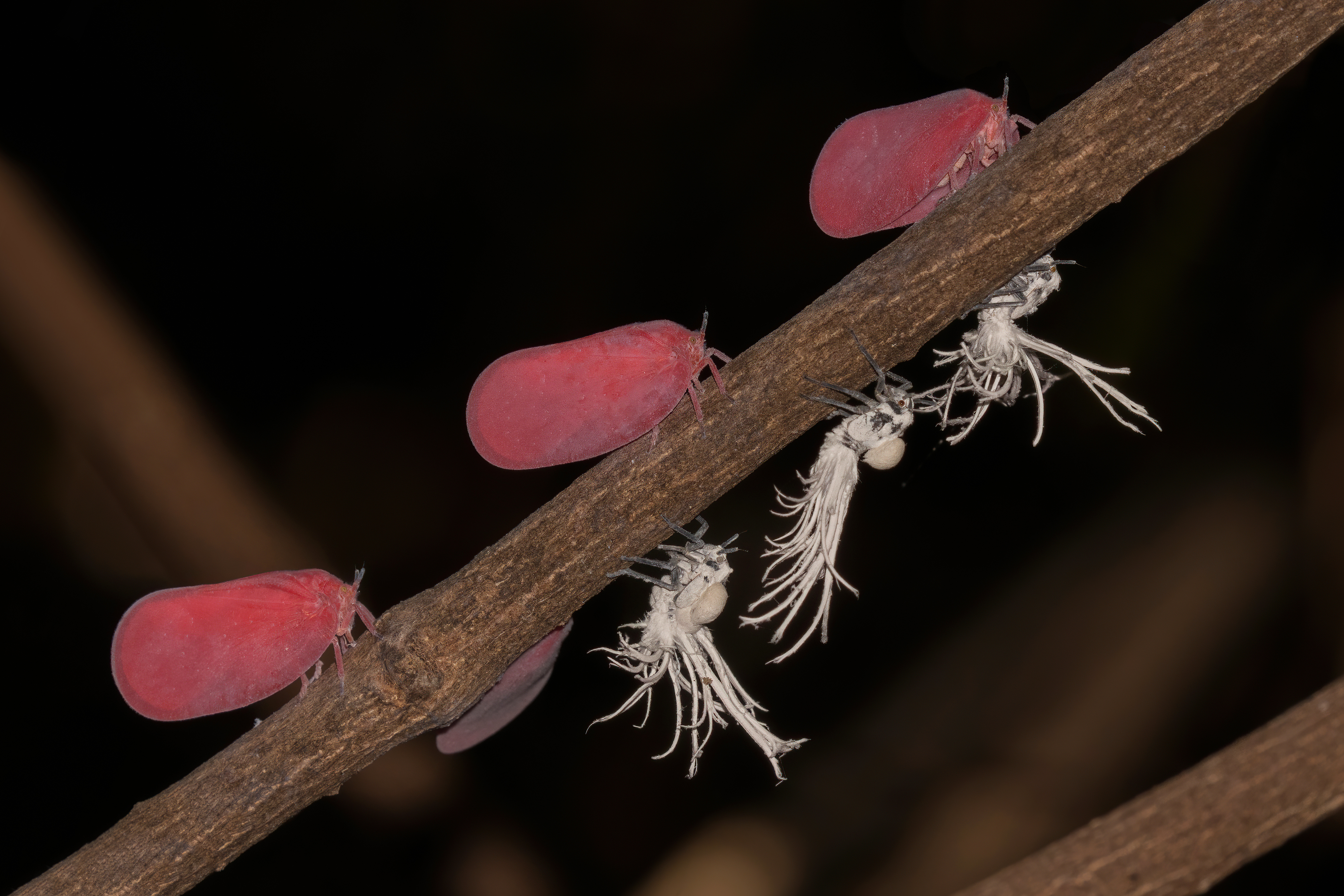
Flatidae (Phromnia rosea) adultes et nymphes, dans la réserve spéciale d'Ankarana, Madagascar. Décembre 2018.

Les Flatidae sont une famille d'insectes de l'ordre des Hémiptères, du sous-ordre des Auchenorrhyncha selon la nouvelle classification.
Les Flatidae ont une distribution cosmopolite et se distinguent des autres membres de la super-famille des Fulgoroidea par une combinaison de caractères complexes. Les adultes de plusieurs espèces ont des ailes aux couleurs vives et sont facilement identifiables, mais l'identification de nombreuses autres espèces nécessite souvent la dissection et la comparaison avec des clés d'identification.

## Description
Ces espèces ont des antennes courtes formées de deux articles basilaires et d'un fouet, elles sont insérées sous l'œil, souvent dans l'échancrure de la masse oculaire. Leur tête possède un front caréné.
Dans la sous-famille des Flatinae, le corps de l'adulte est aplati latéralement.
Dans la sous-famille des Flatoidinae, le corps n'est pas comprimé latéralement, les antennes sont petites et le premier segment est rétréci. Le second segment est plus long et se termine par un renflement et un flagelle. Ils ont deux ocelles. Les nymphes ont une queue avec des filaments cireux.

## Systématique
Cette famille regroupe deux sous-familles :
- Flatinae Melichar, 1901 - dont Geisha distinctissima
- Flatoidinae Melichar, 1901